# 로린 윌리엄스
로린 윌리엄스(Lauryn Williams, 1983년 9월 11일 ~ )는 미국의 단거리 육상 · 봅슬레이 선수이다.

## 경력
펜실베이니아주 로체스터에서 태어나 미시간주 디트로이트에서 자라오다가, 지금은 피츠버그의 외곽에 살고 있다.

### 육상
윌리엄스는 100m, 200m, 멀리뛰기와 400m 릴레이에서 자신의 고등학교 기록을 보유하고 있다. 루빈 카터 코치가 설립하여 문타운쉽에 기지를 둔 문 육상 클럽의 윙즈를 위해 뛰었고, 새로운 클럽의 스타 선수가 되어 국립 주니어 올림픽에 나가는 데 합격하였다. 마이애미 대학교에 수학하면서 육상 팀에 나가 2004년에 졸업하였다.
2003년 세계 육상 선수권 대회에서 400m 릴레이 팀의 한명으로 앤절라 윌리엄스, 크리스티 게인즈, 잉거 밀러와 팀을 이루어 예선에서 최종 주자로 뛰었으나, 결승전에 나오지 않았다. 그 시즌 후기에 산토도밍고에서 열린 팬아메리칸 게임에서는 100m에서 앤절라 윌리엄스와 릴리아나 앨런을 가까운 차이로 꺾고 11.12초와 함께 금메달을 획득하였다.
아테네 올림픽에서 100m 은메달을 따고, 2개의 세계 육상 선수권 대회에서 4개의 메달을 획득하였는 데 2005년과 2007년 앤절라 데이글, 무나 리, 멜리사 바버와 팀을 이루어 400m 릴레이를 우승하고, 100m에서는 각각 1·2위를 하였다.
2008년 베이징 올림픽에서는 릴레이에서 최종 주자로 나갔으나, 준결승전에서 동료 토리 에드워즈가 배턴을 떨어뜨려 미국 팀이 탈락하고 말았다. 100m에서는 첫 예선에서 크리스틴 아롱에 밀려 11.38초로 2위를 하다가, 다음 예선에서는 11.07초로 향상시키면서 케런 스튜어트에 밀려 다시 2위를 하였다. 준결승전에서 셸리앤 프레이저프라이스와 무나 리에게 밀려 3위를 하면서 결승전에 나간 윌리엄스는 11.03초로 달려 3명의 자메이카 선수들에게 밀려 4위에 오고 말았다.
2009년 국내 선수권 대회에서 100m 3위를 하면서, 세계 육상 선수권 대회에 나갈 수 있던 윌리엄스는 릴레이에서 앨리슨 펠릭스, 무나 리, 카멜리타 지터와 함께 릴레이 팀을 이루어 41.58초와 함께 8위에 머물고 말았다.
2010년 육상을 떠나 마이애미 대학교의 육상부에서 일하다가, 이듬해 복귀하였다. 2012년 런던 올림픽 400m 릴레이에서 세계 신기록을 세우며 금메달을 땄다.

### 봅슬레이
2014년 동계 올림픽에서는 엘라나 마이어스와 함께 2인승 봅슬레이 국가대표로 참가해 은메달을 땄다.